# 第4ヘリコプター海上戦闘飛行隊 (アメリカ海軍)
第4ヘリコプター海上戦闘飛行隊（だい4ヘリコプターかいじょうせんとうひこうたい、英: Helicopter Sea Combat Squadron 4、略称：HSC-4）は、アメリカ海軍太平洋艦隊ヘリコプター海上戦闘航空団隷下のヘリコプター部隊。愛称はブラック・ナイツ。1952年6月30日に第4ヘリコプター対潜飛行隊（英: Helicopter Anti-Submarine Squadron 4、略称：HS-4）として カリフォルニア州インペリアル・ビーチ海軍航空基地で編成され、2012年3月29日に第4ヘリコプター海上戦闘飛行隊へ改編された。カリフォルニア州ノースアイランド海軍航空基地に所在し、空母「カール・ヴィンソン（USS Carl Vinson, CVN-70）」艦載の第2空母航空団を構成する飛行隊になっている。多用途ヘリコプターとしてMH-60Sを運用する。

## 歴代運用機
- 哨戒ヘリコプター
  - HO3S-1
  - HSS-1/-1N
  - SH-3A/D/H
  - SH-60F
- 救難ヘリコプター
  - HH-60H
- 多用途ヘリコプター
  - MH-60S

HSC-4で運用するMH-60S